# 百武三郎
百武 三郎（ひゃくたけ さぶろう、1872年6月3日（明治5年4月28日）- 1963年（昭和38年）10月30日）は、日本の海軍軍人、海軍大将、侍従長。二人の弟、百武源吾は海軍大将、百武晴吉は陸軍中将。三郎・源吾は海軍史上唯一組の海軍大将兄弟である。
妻・マチ（旧姓：李家）の父は、陸軍少佐の李家頼蔵で、海軍造兵総監（後の海軍技術中将）の李家政太は叔父に当たる。

## 経歴
佐賀藩士、百武庭蔵の三男として生まれる。佐賀中学、攻玉社を経て、1892年、海軍兵学校（19期）を首席で卒業。少尉候補生として「松島」に乗り組み日清戦争に従軍。1894年に少尉任官。「八島」回航委員としてイギリス出張。1902年、海軍大学校（甲種3期）卒業。
その後、呉鎮守府参謀、「日進」水雷長を経て、第3艦隊参謀として日露戦争に従軍。日本海海戦を戦った。第4艦隊参謀を経て、1905年（明治38年）からドイツ、オーストリアに駐在し、1910年（明治43年）に帰国。「朝日」副長、軍務局員、「磐手」艦長、「伊勢」艤装員長、「榛名」艦長、第2艦隊参謀長などを歴任し、1917年（大正6年）、海軍少将。さらに、佐世保鎮守府参謀長、教育本部第2部長、第3戦隊司令官、鎮海要港部司令官、舞鶴要港部司令官、練習艦隊司令官、佐世保鎮守府長官、軍事参議官を経て、1928年、海軍大将となり、同年予備役編入。

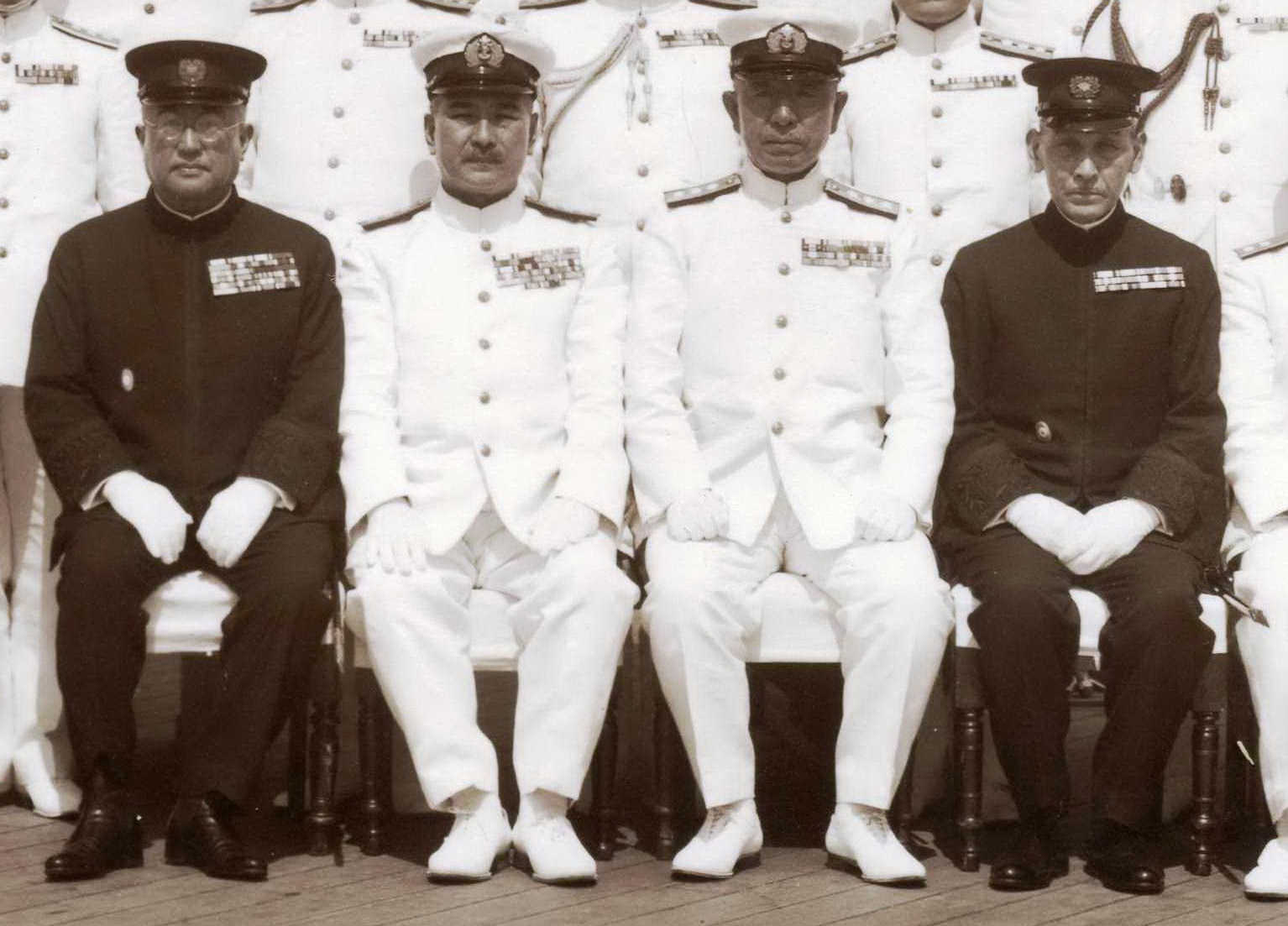
左から松平恆雄、嶋田繁太郎、古賀峯一、侍従長・百武（戦艦・武蔵艦上にて）

第3戦隊司令官の時代に、源吾が艦長を務める「多摩」を指揮したことがある。実直な三郎と奔放な源吾の間には個人的に少々の軋轢があったが、幕僚たちの間では、息の合った兄弟の連携を賞賛する声が多かった。
1936年（昭和11年）から1944年（昭和19年）まで侍従長として昭和天皇に仕え、辞職後は1946年まで枢密顧問官であった。百武は侍従長であった鈴木貫太郎が二・二六事件で襲撃されたため選ばれた後任で、伝統的に侍従武官長を歴任する陸軍に対する牽制のために、海軍予備役大将の中から推薦された。絶大な信頼を寄せていた鈴木のリタイアに落胆した昭和天皇は「百武とはいかなる人物か?」と百武を不安視する発言をしていた。しかし問題なく侍従長を務め、第三皇女・鷹司和子はその婚姻に際し百武家に預けられ、花嫁修業を受けている。
戦後、枢密顧問官の経歴から公職追放を受けた。
1951年（昭和26年）は、鈴木一（元侍従）とともに、皇居に謁見（御機嫌伺い）に伺う機会もあった。
なお長男・伸安は海軍少佐（戦病死）、長女は金子繁治海軍中将へ嫁いだ。
三郎が侍従長在任中に記した『百武三郎日記』と、三郎に関連する『百武三郎関係資料』は、2014年（平成26年）に発表された『昭和天皇実録』の編纂資料として採用され、注目されている。

## 栄典
位階
- 1894年（明治27年）10月22日 - 正八位[6]
- 1898年（明治31年）
  - 3月8日 - 従七位[7]
  - 8月18日 - 正七位[8]
- 1903年（明治36年）11月10日 - 従六位[9]
- 1907年（明治40年）11月30日 - 正六位[10]
- 1913年（大正2年）2月10日 - 従五位[11]
- 1918年（大正7年）1月30日 - 正五位[12]
- 1921年（大正10年）12月28日 - 従四位[13]
- 1925年（大正14年）5月1日 - 正四位[14]
- 1928年（昭和3年）
  - 4月16日 - 従三位[15]
  - 8月15日 - 正三位[16][17]
- 1941年（昭和16年）12月1日 - 従二位[16][18]

勲章等
- 1895年（明治28年）11月18日 - 勲六等単光旭日章[16]・明治二十七八年従軍記章[19]
- 1900年（明治33年）11月30日 - 勲五等瑞宝章[20]
- 1901年（明治34年）11月20日 - 双光旭日章[16][21]
- 1902年（明治35年）5月10日 - 明治三十三年従軍記章[22]
- 1905年（明治38年）5月30日 - 勲四等瑞宝章[23]
- 1906年（明治39年）4月1日 - 功四級金鵄勲章・旭日小綬章[16]・明治三十七八年従軍記章[24]
- 1913年（大正2年）11月28日 - 勲三等瑞宝章[25]
- 1915年（大正4年）11月7日 - 旭日中綬章[16]大正三四年従軍記章[26]
- 1920年（大正9年）
  - 6月25日 - 勲二等瑞宝章[27]
  - 11月1日 - 旭日重光章[16][28]
- 1927年（昭和2年）6月20日 - 勲一等瑞宝章[16][29]
- 1940年（昭和15年）8月15日 - 紀元二千六百年祝典記念章[16]
- 1942年（昭和17年）10月10日 - 旭日大綬章[16][30]

外国勲章佩用允許
- 1941年（昭和16年）12月9日 - 満州帝国：建国神廟創建記念章[16][31]

## 資料

### ドキュメンタリー
- ETV特集「侍従長が見た 昭和天皇と戦争」（2022年8月6日、NHK Eテレ）[32]

### 文献
- 『百武三郎日記　侍従長が見た昭和天皇と戦争』岩波書店、2025年7月-
全3巻（最終巻に関連資料、索引）、茶谷誠一・古川隆久 編、NHK協力